# Missile Innovation
Missile Innovation (ミサイルイノベーション?) es una banda de rock japonés (J-Rock) formada por el exintegrante de la banda Do As Infinity, el guitarrista Ryo Owatari, junto a dos hermanos gemelos también músicos.
La banda fue formada debutó ha fundado en marzo del 2005, mientras Owatari aún era un miembro activo de Do As Infinity, y lanzaron su primer trabajo discográfico (un miniálbum o EP) en julio del 2005. Los otros dos miembros de la banda habían sido parte de la primera banda de Owatari Pee-Ka-Boo, y Yoshiyasu era el bajista de Do As Infinity dentro de sus conciertos.
La banda aparte de trabajar como tal ayudan constantemente con sus instrumentos en el grupo J-Pop adolescente AAA en presentaciones en vivo o grabación de canciones con algunos elementos de Rock, guitarras, u otros instrumentos similares.

## Integrantes
- Ryo Owatari (大渡 亮 Ōwatari Ryō?) - vocalista, guitarra
- Yoshiyasu Hayashi (林 由恭 Hayashi Yoshiyasu?) - bajo, coros
- Hisayoshi Hayashi (林 久悦 Hayashi Hisayoshi?) - batería, coros

## Discografía

### Álbumes
- Missile Innovation (ミサイルイノベーション?) (EP) (27 de julio de 2005)
- Be a man (5 de julio de 2006)

### Sencillos
- Odoro yo Honey (踊ろよハニー?) (1 de febrero de 2006)
- Here we go! (17 de mayo de 2006)

## Enlaces
- Missile Innovation Sitio Oficial

- Datos: Q3121328